# Copa 350 Anos Correios
Il Copa 350 Anos Correios è un torneo professionistico di tennis giocato su campi in terra rossa. Fa parte dell'ITF Women's Circuit. Si gioca annualmente a Mata de São João in Brasile.

## Albo d'oro

### Singolare
| Anno | Campionessa         | Finalista      | Punteggio |
| ---- | ------------------- | -------------- | --------- |
| 2013 | Montserrat González | Catalina Pella | 6–3, 6–1  |

### Doppio
| Anno | Campionesse                            | Finaliste                             | Punteggio |
| ---- | -------------------------------------- | ------------------------------------- | --------- |
| 2013 | Paula Cristina Gonçalves Laura Pigossi | Montserrat González Carolina Zeballos | 6–2, 6–2  |